# مایکل فرانتس
مایکل فرانتس (انگلیسی: Michael Franz؛ زادهٔ) یک دانشمند رایانه آمریکایی است که به خاطر پیشگامی در زمینه جمع‌آوری و بهینه‌سازی به‌ موقع و تنوع نرم‌افزارهای مصنوعی شهرت دارد.
وی همچنین برندهٔ جوایزی همچون عضو پیوسته انجمن مهندسان برق و الکترونیک شده است.